# Douglas C-47 Skytrain
C-47 (словесное название ВВС США — «Ска́йтрэйн», КВВС Великобритании и БС — «Дако́та») — американский военно-транспортный самолёт, разработанный и производившийся компанией «Дуглас эйркрафт» на базе пассажирского DC-3. Совершил первый полёт 23 декабря 1941 года, построено около 10 тыс. машин. «Скайтрэйн» широко применялся силами союзников во Второй мировой войне, а после её окончания долгое время оставался на вооружении многих стран мира. Отдельные экземпляры продолжают эксплуатироваться и по сей день.

## Лётно-технические характеристики С-47А

C-47

Источник данных: 

Технические характеристики
- Экипаж: 3 чел.
- Пассажировместимость: 28 парашютистов, или 14 раненых с 3 сопровождающими
- Грузоподъёмность: 2722 кг
- Длина: 19,43 м
- Размах крыла: 29,11 м
- Высота: 5,16 м
- Площадь крыла: 91,69 м²
- Масса пустого: 8103 кг
- Нормальная взлётная масса: 11793 кг
- Максимальная взлётная масса: 14061 кг
- Силовая установка: 2 × ПД Pratt & Whitney R-1830-93 Twin Wasp
- Мощность двигателей: 2 × 1200 л. с.

Лётные характеристики
- Максимальная скорость: 369 км/ч
- Крейсерская скорость: 257 км/ч
- Практическая дальность: 2575 км
- Перегоночная дальность: 6115 км
- Практический потолок: 7315 м
- Скороподъёмность: 345 м/мин

## Боевое применение в годы Второй мировой войны
В годы Второй мировой войны C-47 сыграл важную роль в успехе многих кампаний союзников, в частности, на Гуадалканале, в джунглях Новой Гвинеи и Бирмы, где C-47 и его военно-морская версия R4D позволили союзным войскам противостоять мобильности легкоходной японской армии. C-47 использовались для доставки по воздуху грузов окруженным американским войскам во время битвы за Бастонь в Бельгии. Однако, возможно, самой влиятельной ролью самолёта в военной авиации стали полеты на «Горбе» из Индии в Китай. Опыт, приобретенный в полетах на «Горбе», был позже использован в Берлинском воздушном перелете, в котором C-47 играл важную роль, пока его не заменили Дугласы C-54 Skymasters. В Европе C-47 и специализированный десантный вариант C-53 Skytrooper использовались в огромных количествах на поздних этапах войны, особенно для буксировки планеров и сброса десантников. Во время вторжения на Сицилию в июле 1943 года самолёты C-47 сбросили 4381 парашютиста союзников. Более 50 000 десантников были сброшены самолётами C-47 в первые несколько дней кампании «День Д», известной также как вторжение в Нормандию (Франция) в июне 1944 г.[9] Во время Тихоокеанской войны, тщательно используя островные посадочные полосы Тихого океана, C-47 использовались для переброски солдат, служивших на Тихоокеанском театре, обратно в Соединённые Штаты.

## Послевоенная эксплуатация
После Второй мировой войны C-47 продолжали использоваться в качестве военно-транспортного самолёта и в виде гражданского пассажирского ближнемагистрального лайнера. C-47 использовался во многих военных конфликтах, включая войну в Корее, Вторую Индокитайскую войну, войну во Вьетнаме, гражданские войны в Сальвадоре и Никарагуа.

### Арабо-израильский конфликт

#### Арабо-израильская война (1947—1949)
В ходе войны за независимость Израиля такие самолёты применялись всеми сторонами конфликта, включая израильскую, арабскую и британскую стороны.
15 мая 1948 года египетские истребители «Спитфайр» нанесли множество ударов по израильскому аэродрому Сде-Дов, где поразили некоторое количество самолётов, в том числе были повреждены 2 C-47.
16 мая египетские бомбардировщики нанесли удар по израильскому аэродрому возле Тель Авива, в результате попадания бомб был уничтожен один ангар вместе с самолётом «Дакота». В этот же день ВВС Египта конфисковали 4 самолёта «Дакота», которые США перегоняло через египетскую территорию для продажи Саудовской Аравии.
18 мая египетские бомбардировщики C-47 нанесли разрушительный удар по Тель-Авиву, в результате чего израильская сторона потеряла 42 убитыми и около 100 ранеными.
22 мая египетские истребители Spitfire LF.9 атаковали аэродром Рамат-Давид, находящийся под британским контролем и поразили большое количество самолётов Королевских ВВС Великобритании. Среди уничтоженных было три самолёта Dacota IV. Египетская сторона позже заявила что атака было ошибочной, так как посчитала что аэродром был под контролем израильтян. Номера уничтоженных самолётов «Дакота»: № KP278/16832, № KN481/16211 и № KN243/15667 (р/н, с/н).
3 июня, во время бомбардировки Тель Авива парой египетских C-47, они были перехвачены и атакованы израильским истребителем «Мессершмитт» S-199. Израильскому пилоту Мордехаю Алону удалось обстрелять одну «Дакоту» из пушек, однако сбить ничего не удалось. Первый повреждённый египетский самолёт сел на пляж возле Ишдуда, египтяне очень быстро отремонтировали его и вернулись в Египет. Второй полностью целый C-47 вернулся на авиабазу Альмаза возле Каира. Израильский пилот Мордехай Алон при возвращении утверждал о «сбитии» обоих египетских самолётов, его ложные заявления стали считаться «двумя первыми воздушными победами в истории ВВС Израиля».
13 июня на стоящий в Рамат-Давиде C-47 ВВС Израиля упала оторвавшаяся с истребителя авиабомба, в результате чего самолёт был полностью уничтожен.
18 июля утверждалось, что наземным огнём ПВО был подбит египетский самолёт-бомбардировщик «Дакота», который рухнул в Средиземное море.
24 октября в районе авиабазы Экрон разбился C-47A ВВС Израиля, весь экипаж 5 человек погиб, включая командира Зеева Кантора.
13 июня 1949 года при посадке возле Колунды разбился израильский DC-3.
Таким образом, в ходе конфликта потери самолётов «Дакота» и «Скайтрейн» составили как минимум 4 израильских, 3 британских и 4 американских. Египет в свою очередь потерял предположительно 1 такой самолёт.

#### Межвоенный период
24 июля 1950 года ливанский пассажирский самолёт DC-3 (а/к Middle East Airlines, р/н LR-AAN, с/н 9894) совершал полёт Иерусалим-Бейрут. На борту находилось 3 члена экипажа, в том числе американский пилот Чарльз Корсин и 25 пассажиров — 14 граждан Иордании, 9 граждан США и 2 гражданина Дании. В районе ливано-израильской границы самолёт незначительно вошёл в воздушное пространство Израиля. При возврате на ливанскую территорию, самолёт уже будучи в воздушном пространстве Ливана был перехвачен и атакован истребителями Spitfire ВВС Израиля. В результате нескольких обстрелов в авиалайнере было убито три человека, два пассажира — иорданец и еврей, а также радист самолёта — иорданец. Ещё шесть иорданских пассажиров получили ранения различной степени тяжести. Чарльз Корсин смог увести авиалайнер от атакующих израильских истребителей и совершить посадку в Бейруте.
12 декабря 1954 года сирийский пассажирский самолёт DC-3, совершавший рейс Дамаск-Каир, во время полёта над Средиземным морем в 120 километрах от берега был перехвачен истребителями P-51 Mustang ВВС Израиля. Авиалайнер под угрозой сбития истребители заставили приземлиться на израильской авиабазе Лод. Из 10 пассажиров и членов экипажа, находившихся на борту, были задержаны 9, десятый американский пассажир был сразу отпущен, при этом он потом и рассказал, что атака произошла в международном воздушном пространстве. Остальные 9 задержанных пассажиров и членов экипажа использовались в качестве заложников для выкупа израильских военнопленных.
19 октября 1958 года истребители ВВС Израиля попытались перехватить иорданский пассажирский самолёт DC-3, который, как утверждали израильтяне, залетел в пустыню Негев. В ходе погони израильские истребители сами нарушили воздушное пространство Иордании и по всей видимости Саудовской Аравии, но перехватить и заставить приземлиться пассажирский DC-3 так и не смогли.

#### Шестидневная война
В ходе вторжения Израиля 1967 года применялись всеми сторонами.
5 июня примерно в 13:15 восьмёрка иракских самолётов Hunter F.Mk 59 нанесла ответный авиаудар по израильской авиабазе в Кфар-Сиркин. После нанесения удара пилоты доложили о поражении на земле нескольких израильских самолётов типа «Дакота».
5 июня примерно в 14:16, стоящий в международном аэропорту Иерусалима пассажирский самолёт DC-3B Организации Объединённых Наций (б/н UNO8680, с/н 14496), был атакован и уничтожен израильскими истребителями Mirage III. «Миражи», уничтожившие авиалайнер, были из состава 119-й эскадрильи ВВС Израиля.

#### Война на Истощение
Последний известный эпизод с участием C-47 в арабо-израильских конфликтах связан с уничтожением транспортного самолёта в ходе войны на истощение между Израилем и Египтом. 10 апреля 1969 года египетский C-47A (а/к United Arab Airlines, р/н ET-AAQ, с/н 20174) совершал грузовой рейс Асмара—Каир, в ходе полёта возле города Суэц самолёт был сбит, все 3 человека находившихся на борту погибли.

### Гражданская война в Китае
В ходе войны применялись всеми сторонами, при этом на территорию подконтрольную НОАК постоянно угонялись самолёты C-47/DC-3 с Тайваня и Гонконга. Известные случаи:
- 25 августа 1948 года бывший капитан эскадрильи бомбардировщиков ВВС Тайваня Ли Фуюй угнал тайваньский самолёт C-47 (а/к China Central Airlines) и совершил посадку на аэродром Нанкин.
- 16 октября 1948 года капитан 10-го батальона ВВС Тайваня Цзян Фукао и трое других дезертировали на транспортном самолёте C-47 с базы ВВС Цзяи на Тайване и благополучно приземлились в Нанкине.
- 27 октября 1948 года второй пилот авиакомпании China Central Airlines Лу и ряд других людей угнали авиалайнер DC-3 из Гонконга и прибыли в Пекин.
- 9 ноября 1948 года сотрудники авиакомпаний Central China Airlines в Гонконге угнали большое количество самолётов и совершили посадки в аэропортах Пекина и Тяньцзиня. Одних только C-47 было угнано восемь штук.

Таким образом, только за четыре месяца с августа по ноябрь 1948 года, на территорию подконтрольную НОАК было угнано 11 самолётов C-47/DC-3.
США использовало C-47 гражданской авиакомпанией «Civil Air Transport» для снабжения вооружённых формирований тайваньского генерала Ли Ми. Операция имела кодовое название «Sea Supply» и выполнялась ЦРУ. Рейсы «Дакоты» выполняли из Таиланда в Республику Китай, Бирму и Южный Вьетнам. 20 октября 1954 года, практиковавший десантирование C-47A (р/н B-811, с/н 18947) рухнул в море в районе таиландского округа Хуа Хинь, погибло 6 из 7 человек находившихся на борту, включая всех 4 десантников и 2 членов экипажа.

### Война в Корее
Полное количество самолётов типа C-47/DC-3 потерянных в войне неясно. В неофициальном списке исследователей KORWALD есть подробности о потере 11 американских и 3 греческих C-47. В них погибли по крайней мере 37 американцев, 3 грека и 1 южнокореец. В официальном американском документе «USAF Statistical Digest FY1953» указано, что только ВВС США потеряли в войне 28 самолётов данного типа. Таким образом, при учёте не менее 3 греческих потерь, в сумме известно о по меньшей мере 31 потерянном самолёте.

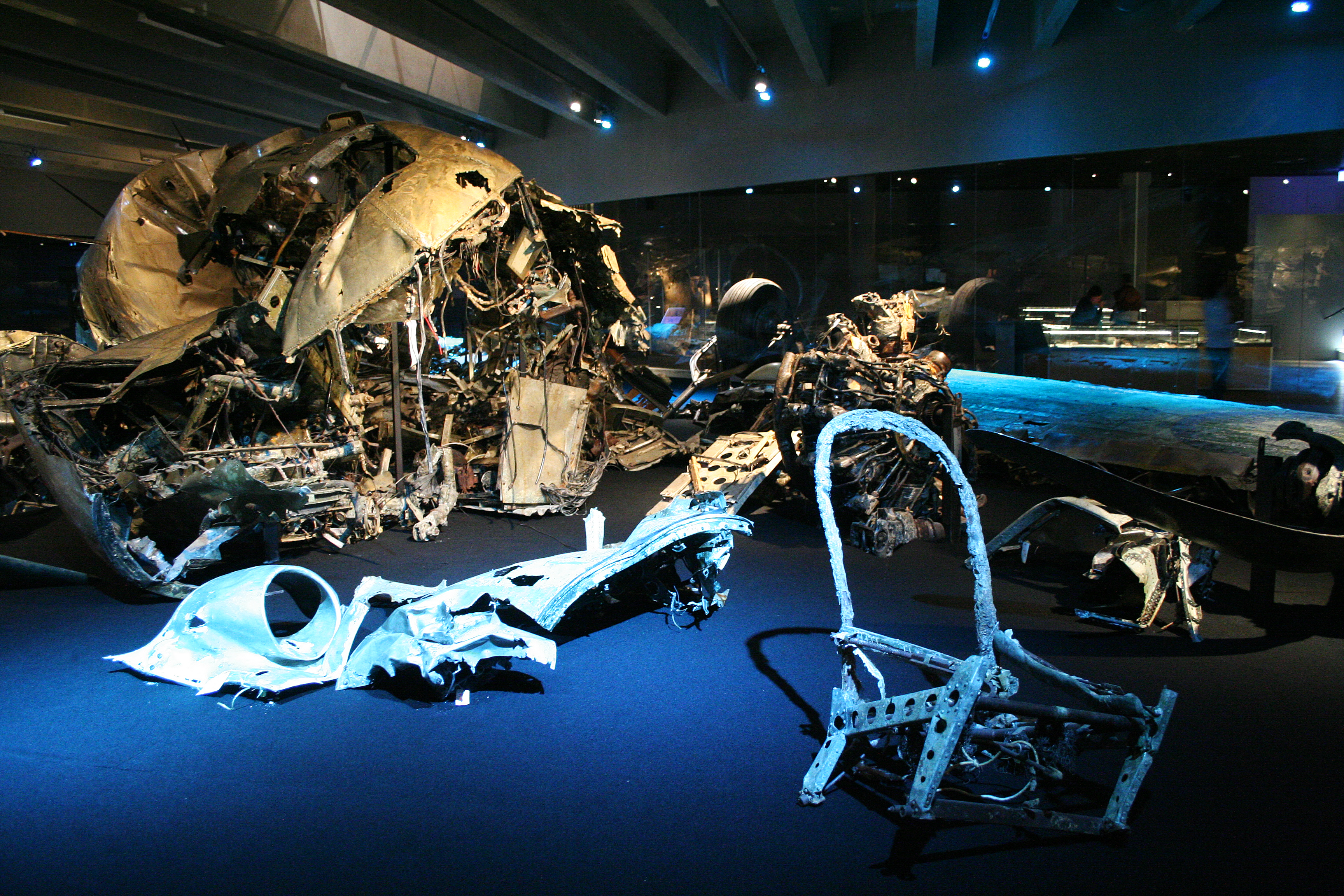
Обломки самолёта-разведчика «Дакота» ВВС Швеции, сбитого советскими истребителями МиГ-15 в 1952 году. Самолёт ПСС «Каталина», который был отправлен на поиски был также уничтожен

### Европа

#### Югославия
9 августа 1946 года американский самолёт C-47 305-й транспортной эскадрильи, нарушивший воздушное пространство Югославии, был сбит югославскими истребителями Як-3. Американский пилот Уилльям Кромби и другие люди находившиеся на борту выжили при падении, однако один турецкий офицер получил тяжёлые ранения.
19 августа 1946 года югославскими истребителями Як-3 был сбит очередной американский транспортный C-47 305-й транспортной эскадрильи. Весь экипаж 5 человек погиб, включая Гарольда Шрейбера.
5 октября 1946 года югославскими истребителями Як-3 над городом Прокупле был перехвачен британский транспортный C-47 и принуждён к посадке на аэродром Ниш.

#### Швеция
В начале 1950-х годов полковник ВВС Швеции Стиг Веннерстрем передал советской агентуре информацию, что «нейтральный» шведский военно-транспортный самолёт DC-3 (р/н Тр-79001, с/н 9001), патрулирующий Балтийское море, на самом деле оборудован разведывательным оборудованием и собирает информацию о советских РЛС на побережье.
13 июня 1952 года самолёт DC-3, на который дал наводку Веннерстрем, над Балтийским морем был атакован и сбит советским истребителем МиГ-15 483-го иап, весь экипаж из 8 человек погиб, включая командира — Альвара Альмберга. Воздушную победу одержал советский пилот капитан Григорий Осинский. Шведский полковник Веннерстрем, который дал советской стороне наводку, был надолго отправлен в тюрьму.
16 июня, через три дня после сбития, во время операции Швеции по поиску оборудования сбитого разведчика и экипажа, советскими «МиГами» был сбит также один из поисковых самолётов PBY-5 Catalina.

#### ГДР
20 мая 1960 года транспортный самолёт С-47A (р/н 43-15544, с/н 2010) ВВС США нарушил границу ГДР (в некоторых источниках ошибочно указывается тип самолёта RB-47). На перехват была поднята пара истребителей МиГ-19 77-го ИАП (пилоты капитан Л. Г. Шкарупа и ст. лейтенант М. Крылов). После предупредительной очереди нарушитель совершил вынужденную посадку возле восточногерманского города Гревесмюлен. Девять человек, находившихся на борту, были задержаны, включая командира самолёта капитана Джеймса Лонди. После разбирательств самолёт и экипаж были отпущены.

### Война во Вьетнаме
Местом наиболее широкого использования «Дакот» стал Индокитай.
Первые 18 французских C-47 появились здесь ещё в ноябре 1946 года. В ходе первой Индокитайской войны C-47 активно использовались французами для транспортировки грузов и личного состава. Всего в ходе войны участвовали около 200 «Дакот». Несколько их разбилось при посадке на труднодоступный аэродром Сам-Нео в Лаосе. В ходе решающего сражения в марте-мае 1954 года около 100 французских C-47 обеспечивали по воздуху поддержку окружённого гарнизона. Каждая «Дакота» брала в среднем по 2,5 тонны груза или около 25 раненых или десантников. Опорный пункт так и не удалось удержать, в ходе боя было уничтожено не меньше 7 французских C-47, почти все остальные «Дакоты» получили различной степени повреждения.
После поражения Франции Советский Союз в конце 1955 года поставил Северному Вьетнаму четыре «Дакоты» собственного производства (Ли-2). Южному Вьетнаму от французов остались 16 C-47. В 1956 ещё 16 C-47 южновьетнамцы получили от американцев.
В конце 1959 года 36 советских Ли-2 были перебазированы в Северный Вьетнам для помощи северовьетнамской армии и южновьетнамскому партизанскому движению (НФОЮВ). Советские пилоты совершили несколько тысяч боевых вылетов, перевезли большое количество грузов и более 10 тысяч человек личного состава. 23 января 1961 советский Ли-2 был сильно повреждён при посадке на аэродром Сам-Нео в Лаосе, самолёт пришлось бросить. Советские Ли-2 также много раз попадали под огонь американских истребителей, при этом безвозвратно не было потеряно ни одного самолёта. 22 февраля 1961 года при посадке на лаосский аэродром Фгонсаван разбился советский самолёт Ли-2, из семи членов экипажа погибло четверо, командир самолёта капитан Гасиев и двое других выжили в катастрофе. 23 марта 1961 года произошла первая потеря и американского самолёта подобного типа (SC-47D), причём потеря произошла от огня противника во время разведывательного вылета, из американского экипажа из восьми человек, семеро были убиты, а последний майор Лауренц Бэйлей выжил и попал в плен. В ноябре 1961 года первые четыре C-47 США появились в Южном Вьетнаме. Уже в декабре один из них был сбит (по другим данным, в декабре 1961 года американская авиация не несла никаких потерь). В 1963 году советские Ли-2 перестали совершать вылеты над зоной боевых действий, все машины были оставлены северовьетнамцам. В 1965 году С-47 гражданской авиакомпании Южного Вьетнама был сбит коммунистами, погибли все находившиеся на борту.
В следующий раз советские Ли-2 совершили боевые вылеты летом 1968 года для поддержки Тетского наступления. Южный Вьетнам ко времени начала наступления имел около 90 «Дакот». В ходе боевых действий активно использовались ударные AC-47. В ходе наступления было сбито и уничтожено на земле несколько десятков американских и южновьетнамских «Дакот». К моменту его окончания у южан осталось 63 машины.

#### Первый разгром кхмерских ВВС
После смены политического курса Камбоджи летом 1970 года США поставили Кхмерским ВВС. Перед началом 1971 года в их составе имелся 21 такой самолёт.
22 января 1971 года северовьетнамские спецподразделения проникли на территорию главного аэродрома Почентонг и взорвали там авиацию военно-воздушных сил практически в полном составе. Из 21 C-47 практически все были уничтожены. Вдобавок один C-47, принадлежащий американскому военному атташе, получил критические повреждения.

#### «Пасхальное» наступление
Весной 1972 года ДРВ и южновьетнамские партизаны, при поддержке самолётов Ли-2, начали «пасхальное» наступление.
3 марта северовьетнамский Ли-2 был по ошибке сбит ЗРК С-75, погиб весь экипаж и пассажиры — 20 человек.
К 31 марта 1972 года южновьетнамская армия получила от США 97 C-47 всех модификаций, из которых безвозвратно было потеряно 49 таких машин: 42 C-47D и 7 AC-47D.
В конце 1972 года для восполнения потерь США поставили южновьетнамцам ещё 12 RC-47 и 33 EC-47. К этому времени «Дакоты» стали постепенно заменяться новыми C-130, в результате чего 6 C-47 было отправлено назад в США. В 1973 году с наступлением перемирия «Дакоты» вновь стали использоваться для гражданских перевозок.
Второй разгром кхмерских ВВС
В апреле 1975 года проамериканские кхмерские ВВС были разгромлены и захвачены Национальным Фронтом Кампучии и «красными кхмерами». Из имевшихся 36 C-47 всех модификаций, 16 успело улететь в Таиланд, однако оставшиеся 14 транспортных C-47 и 6 «ганшипов» AC-47 достались коммунистам в качестве трофеев.

#### Инцидент с «Маягуэс»
15 мая 1975 года, после захвата «красными кхмерами» американского корабля «Маягуэс», авиация ВМС США в составе пяти A-7E Corsair и двух A-6A Intruder авиакрыла TF 77 совершила налёт на камбоджийский аэродром Риам уничтожив три камбоджийских самолёта, в том числе два С-47.

#### Конец войны во Вьетнаме и итоги применения
За всё время войны американская сторона безвозвратно потеряла 43 самолёта C-47, в том числе 19 AC-47. Потери военных и гражданских самолётов «Дакота» Лаоса и Камбоджи тоже были очень значительными и составляли десятки потерь у каждой из стран. Американскими AC-47 были уничтожены более 5300 солдат противника.
В 1975 году, в конце войны, на авиабазе Таншоннят северовьетнамцы уничтожили около 10 южновьетнамских «Дакот», из которых 3 C-47 и 1 DC-3 были уничтожены северовьетнамской авиацией). На этой авиабазе также было захвачены в качестве трофеев 21 C-47 и 7 DC-3. Всего в конце войны было захвачено в качестве трофеев больше 40 южновьетнамских C-47 и неизвестное число DC-3. В числе трофеев были ударные AC-47 и самолёты РЭБ EC-47.
Всего из примерно 150 полученных Южным Вьетнамом C-47 6 «Дакот» были возвращены назад США, 17 «Дакот» 1 мая 1975 были перегнаны южновьетнамскими лётчиками на таиландский аэродром У-Тапао, а все остальные были уничтожены, либо разбились, либо были захвачены в ходе боевых действий.

### Военный переворот в Греции
10 сентября 1970 года капитан ВВС Греции Михалис Маниатакис угнал военно-транспортный самолёт C-47 (р/н 49-2621, с/н 14665) с аэродрома Ханья на острове Крит и бежал в СССР. По дороге нарушив воздушное пространство Турции, капитан Маниатакис вошел в советское воздушное пространство, где был перехвачен истребителями Су-15 62-го иап. Под их прикрытием совершил посадку на аэродроме Бельбек в Крыму. Лётчик дезертировал из за недовольства режимом «чёрных полковников» и получил политическое убежище.

### Турецкое вторжение на Кипр
19 турецких C-47 сбрасывали десант на побережье Кипра в 1974 году. От огня с земли один самолёт загорелся и вернулся на территорию Турции.

### Эфиопские войны
Использовался Эфиопией во время войны с Сомали в 1977—1978 годах, а также против различных сепаратистских группировок.
25 апреля 1977 года DC-3 эфиопских авиалиний, совершавший пассажирский рейс Мекеле—Гондар был захвачен двумя неизвестными вооружёнными людьми. Охрана находившаяся на борту завязала с ними перестрелку, в результате стрельбы на борту самолёта были убиты оба захватчика и один охранник, вдобавок огнестрельные ранения получили несколько пассажиров. Какая группировка совершила нападение не уточняется.
Война за Огаден
В ходе войны с Сомали Эфиопия безвозвратно потеряла три самолёта типа «Дакота»: C-47A (р/н ET-AAP, с/н 13181), DC-3 (р/н ET-ABF, с/н 6069) и DC-3A (р/н ET-AGR, с/н 11711).
21 июля 1977 года в ходе начального этапа сражения за Джиджигу на территории городского аэродрома ударом пары истребителей МиГ-17 ВВС Сомали был уничтожен самолёт DC-3, прилетевший для эвакуации. Командир Мулату Деста и остальной экипаж успели покинуть самолёт прежде чем он был уничтожен;
26 июля 1977 года над территорией Эфиопии парой истребителей МиГ-17 ВВС Сомали был сбит самолёт C-47 ВВС Эфиопии. Экипаж капитана Ашаоре Мокореу и капитана Варкен-Вольде Мариама был взят в плен сомалийцами.
Война в Эритрее
В ходе войны применялись правительственной стороной.
7 октября 1981 года эфиопский C-47A (р/н ET-AHR, MSN 13311) при посадке на аэродром Десси-Комболоча сломал переднюю стойку шасси. В декабре этого же месяца, не дождавшись ремонта, на «Дакоту» упал потерявший управление боевой вертолёт Ми-24. В результате столкновения «Дакота» была полностью разрушена.
2 мая 1988 года эритрейские сепаратисты захватили аэродром Аксум, на котором им в качестве трофея достался эфиопский C-47A (р/н ET-AFT или ET-AGT, с/н 25288). Однако, в этот же день пара истребителей-бомбардировщиков МиГ-23БН ВВС Эфиопии нанесла удар по Аксуму и уничтожила захваченную «Дакоту».

### Гражданская война в Сальвадоре
ВВС Сальвадора имело небольшое количество самолётов C-47 и применяло их в ходе гражданской войны. К моменту начала войны Сальвадор получил из США 14 таких самолётов. По состоянию на 1981 год в строю оставалось шесть самолётов C-47 всех модификаций.
27 января 1982 года отряд в составе семи коммандос ФНОФМ разгромил главную базу ВВС Сальвадора в Илопанго, взорвав большинство боевых самолётов, имеющихся у правительственных сил. Из шести C-47 было взорвано пять машин, три были уничтожены и две повреждены. Номера уничтоженных самолётов: C-47A № FAS-101/9256, C-47D № FAS-107/16788 и C-47B № FAS-108/16321 (р/н, с/н).
4 декабря 1990 года возле сальвадорского города Чалатенанго из ПЗРК «Игла» бойцами ФНОФМ был сбит сальвадорский самолёт огневой поддержки AC-47 (б/н FAS-124, с/н 9568). Весь экипаж, пять человек, погиб, включая командира — капитана Рейнальдо Мартина Ночес Маррокина.

### Гражданская война в Никарагуа
Самолёты типа «Дакота» применялись как в качестве транспортного, так и в качестве боевого сначала войсками лоялистов, а позднее и революционерами Сандино.
- 7 апреля 1979 года Сандинистская народная армия (СНА) в районе реки Кондега сбила C-47 (р/н FAN418) ВВС Никарагуа, которая ранее использовалась для сброса бомб. Самолёт выполнил вынужденную посадку и разбился, экипаж выжил[68].
- 10 июля 1979 года самолёт Cessna 310 (р/н N2412S, США) перевозящий оружие сандинистам был перехвачен и сбит вооружённым C-47 проправительственной Никарагуанской Национальной гвардии. Погибло три члена экипажа, включая пилота костариканца — Иламо Мануэля Гуэрра. Это одна из немногих известных воздушных побед самолётов типа «Дакота»[68].
- 18 июля 1979 года революционеры СНА одержали победу над правительственными войсками. На одной из авиабаз сандинисты в качестве трофеев захватили три самолёта C-47[68].

После революции
Трофейные самолёты «Дакота» были приняты на вооружение новых ВВС.
3 октября 1983 года СНА из ПЗРК Стрела-2М сбила C-47 «контрас». Все трое лётчиков взяты в плен, включая командира майора Альберто Альвареса. Это первый самолёт, сбитый из ПЗРК в Латинской Америке.
24 марта 1984 года самолёт DC-3 (р/н N62WS, экипаж три человека, включая командира Баярдо Гутьерреса) с грузом оружия для «контрас» по неизвестной причине рухнул на гору Валерио.
27 августа 1984 года C-47 «контрас» с грузом оружия нарушил воздушную границу Никарагуа. Бойцы СНА сбили самолёт из ПЗРК Стрела-2. Погибли все восемь человек, находившиеся на борту, включая командира самолёта — Хосе Луиса Гутьерреса.

### Уничтожение гватемальской «Дакоты»
10 марта 1987 из Гватемалы совершил взлёт гражданский самолёт DC-3 (C-47A, а/к AeroExpress, р/н FAB-2045, c/н 10177) с экипажем в составе трёх человек. Во время полёта над территорией Гондураса «Дакота» была перехвачена истребителем C.101 (р/н FAH-236) гондурасских ВВС. Пилот капитан Кабрера Лобо предположил, что самолёт перевозит наркотики и сбил его. DC-3 рухнул на территории Гондураса, в ходе поисковой операции удалось найти три трупа, пилота удалось опознать — им оказался гражданин США Джозеф Масон. При этом предполагаемые наркотики обнаружены не были. США позже подтвердило гибель своего гражданина из за действий боевой авиации Гондураса. (в некоторых источниках ошибочно указывается что атаку совершил истребитель Mystere)

## Страны-эксплуатанты
- Бенин — два С-47 находились на вооружении военно-воздушных сил в 2011 году[75]
- Зимбабве — 10 C-47 на хранении, по состоянию на 2016 год[76]
- Колумбия — 6 AC-47T, по состоянию на 2016 год[77]
- ЮАР — 3 C-47TP, по состоянию на 2016 год[78]